# Shinisauria
Shinisauria è un clade, o raggruppamento evolutivo, di lucertole anguimorfe che include l'odierna lucertola coccodrillo cinese (genere Shinisaurus) e molti dei suoi parenti estinti più prossimi. Shinisauria venne descritto nel 2008 da Jack Lee Conrad come taxon su base filogenetica per includere "tutti gli anguimorfi più strettamente correlati a Shinisaurus che ad Anguis fragilis, Heloderma suspectum o Varanus varius". Diverse recenti analisi filogenetiche delle relazioni evolutive delle lucertole collocano Shinisauria in una posizione basale all'interno del clade Platynota, che include anche varani, elodermatidi e gli estinti mosasauri. Un tempo si pensava che gli Shinisauri fossero strettamente correlati al genere Xenosaurus, ma oggi sono considerati solo lontani parenti all'interno di Anguimorpha.

## Generi fossili
Il registro fossile degli shinisauri risale fino al Cretaceo inferiore con Dalinghosaurus, il più antico shinisauro conosciuto, proveniente dalla Formazione Yixian dell'Aptiano, circa 124,6 milioni di anni fa, in Cina. Attualmente sono noti altri due shinisauri estinti: Bahndwivici dall'Eocene del Wyoming e Merkurosaurus dal tardo Oligocene della Germania e dal primo Miocene della Repubblica Ceca. Uno shinisauro indeterminato, noto da una coda isolata, è stato ritrovato nella fossa di Messel dell'Eocene della Germania.